# 格鲁吉亚苏维埃社会主义共和国
格鲁吉亚苏维埃社会主义共和国，是蘇聯歷史上的第十二個加盟共和國，設立當時為第十一個加盟共和國，简称格鲁吉亚。
格魯吉亞原本是隸屬外高加索聯邦管轄的自治共和國，於1936年12月5日脫離外高加索聯邦改制升格為蘇聯直轄的加盟共和國。

## 歷史

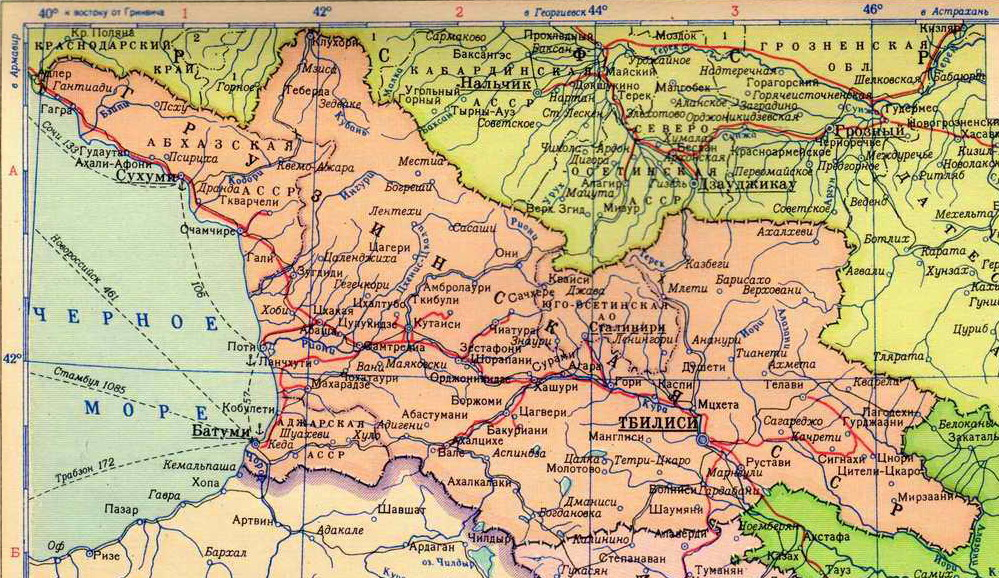

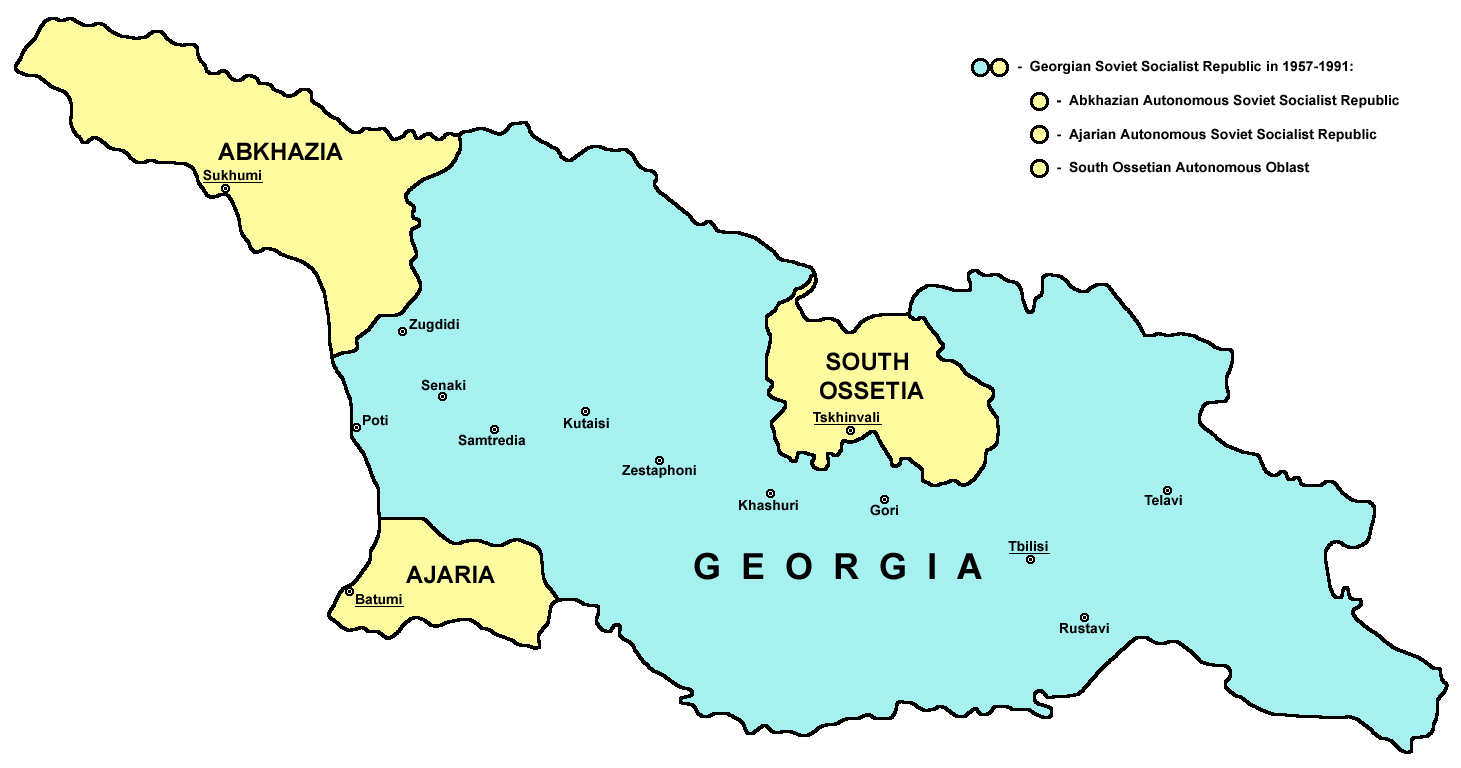

1921年2月25日，喬治亞社会主义苏维埃共和国成立；同年12月，阿布哈兹社会主义苏维埃共和国（1931年改名为阿布哈兹社会主义苏维埃自治共和国）加入喬治亞，成为喬治亞的一个自治共和国。1922年，由喬治亞、阿塞拜疆和亚美尼亚组成外高加索社会主义联邦苏维埃共和国，成为苏联的始创成员国之一。1936年，外高加索联邦分解为三，喬治亞苏维埃社会主义共和国成立，成为苏联中央直辖的加盟共和国。1990年，阿布哈兹和南奧塞梯自行宣布脫離喬治亞。1991年，苏联解体，喬治亞获得独立，改国名为喬治亞共和国，1995年又改名为喬治亞。1993年，喬治亞加入独联体。

## 行政區劃
喬治亞苏维埃社会主义共和国下辖2个自治共和国和1个自治州：
苏维埃社会主义自治共和国
- 阿扎尔苏维埃社会主义自治共和国
- 阿布哈兹苏维埃社会主义自治共和国

自治州
- 南奥塞梯自治州